# Piedra Blanca, La Concordia
Piedra Blanca är en ort i Mexiko.   Den ligger i kommunen La Concordia och delstaten Chiapas, i den sydöstra delen av landet, 800 km sydost om huvudstaden Mexico City. Piedra Blanca ligger 914 meter över havet och antalet invånare är 158.
Terrängen runt Piedra Blanca är varierad. Piedra Blanca ligger nere i en dal. Runt Piedra Blanca är det ganska glesbefolkat, med 28 invånare per kvadratkilometer. Närmaste större samhälle är Angel Albino Corzo, 19,7 km nordost om Piedra Blanca. I omgivningarna runt Piedra Blanca växer i huvudsak städsegrön lövskog.